# Mark Taimànov
Mark Ievgènievitx Taimànov (en rus: Марк Евге́ньевич Тайма́нов) (Khàrkiv, llavors Unió Soviètica, actualment Ucraïna, 7 de febrer de 1926 - Sant Petersburg, 28 de novembre de 2016) fou un jugador, escriptor, i teòric dels escacs i també un reputat pianista jueu rus, que va jugar durant la major part de la seva carrera sota bandera soviètica. Durant el període 1946 a 1956 es va mantenir entre els deu millors jugadors del món. Fou Gran Mestre des de 1952, participà dos cops al cicle de candidats pel títol mundial absolut (1953 i 1971), fou Campió de l'URSS (1956), i guanyà dos cops el Campionat del món d'escacs sènior (1993 i 1994). Va mantenir un nivell de joc considerable fins al començament dels anys 1990, però la seva força de joc va minvar progressivament fins que es retirà dels escacs de competició devers l'any 2000.
|  |

## Resultats destacats en competició
El 1949, a Riga, fou primer al Campionat d'escacs de Letònia, (tot i que el títol se l'endugué el primer classificat letó, Alexander Koblencs, ja que Taimànov hi participava fora de concurs). Va obtenir el Campionat de la ciutat de Leningrad en cinc ocasions, els anys 1948, 1950, 1952, 1961 i 1973.

### Campionats d'escacs de la Unió Soviètica

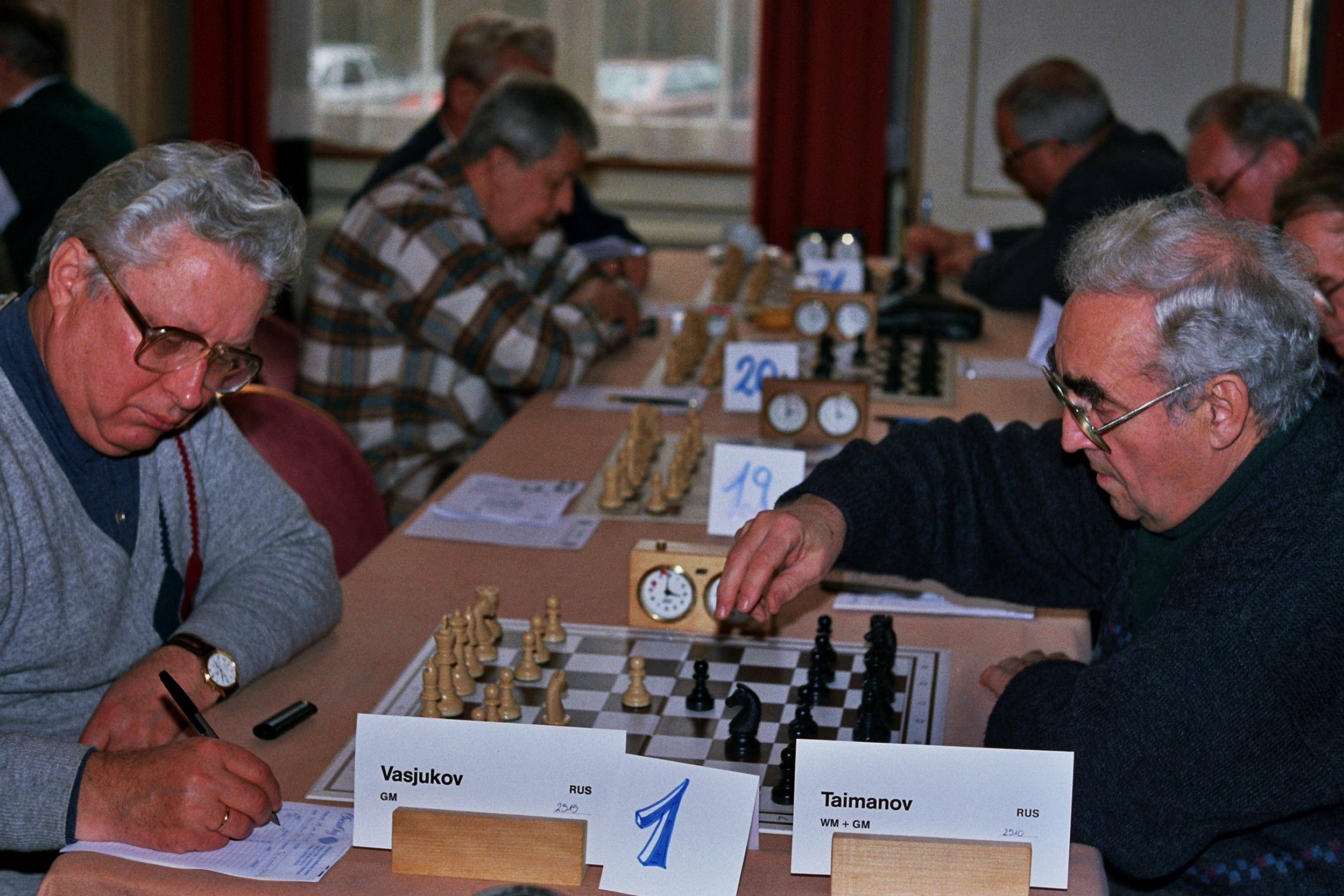
Taimànov jugant contra Evgeni Vasiukov, al Campionat del món Sènior de 1995 a Bad Liebenzell. Els anys 1960s ambdós jugadors s'havien enfrontat molts cops en campionats soviètics.

De 1948 a 1976, va disputar 23 finals dels Campionats Soviètics de 29 possibles, un rècord absolut només igualat per Iefim Hèl·ler. Només fou absent d'una final sis cops, els anys 1950, 1964/65, 1968/69, 1970, 1972 i 1975 Malgrat aquestes nombroses participacions, només acabà primer dos cops ex aequo, i s'emportà el títol un cop després d'un desempat. El 1952 fou primer empatat amb el Campió del món Mikhaïl Botvínnik (+11 -3 =5), però va disputar i perdre el títol contra ell en el desempat (+1 -2 =3), mentre que a la 23a edició del campionat, el 1956, acabà empatat als llocs 1r-3r amb 11½/17 punts (+8 -2 =7) i fou finalment campió en vèncer Iuri Averbakh (=2) i Borís Spasski (+2) en el playoff de desempat.

### Torneigs interzonals, i cicles de candidats
Taimànov va participar en tres Interzonals. En obtenir la primera posició al campionat de l'URSS de 1952 va poder participar en l'Interzonal de Saltsjöbaden del mateix any, on fou 2n-3r (+7 =13), (el guanyador fou Aleksandr Kótov), cosa que el classificà per al Torneig de Candidats de Zuric de 1953, un dels torneigs més forts de la història, que serví per determinar l'aspirant al títol al Campionat del món de 1954, on hi empatà als llocs 8è-9è (+7 -7 =14), (el guanyador fou Vassili Smislov).
El 1969, la seva 3a-5a plaça al Campionat de l'URSS el va classificar per a l'interzonal de Palma, de 1970, on hi fou 5è-6è (+8 -3 =12) i es va classificar pels matxs de candidats. El 1971, després que canviés el sistema de joc (s'establiren matxs eliminatoris en lloc d'un torneig), s'hagué d'enfrontar a quarts de final a Vancouver (Canadà) contra Bobby Fischer, qui li va propinar un contundent 6-0. Taimànov és especialment recordat per aquesta derrota, la qual va aplanar el camí de Fischer cap al títol mundial i que va sentar molt malament al govern soviètic de l'època, en el context de la guerra freda, i que va provocar que tingués moltes dificultats a l'URSS, i que veiés reduïts els seus ingressos. A més, en tornar de Vancouver, a la duana li van interceptar dins la maleta un llibre d'Aleksandr Soljenitsin prohibit a l'URSS. Aquesta infracció li va costar una prohibició de participar en els torneigs occidentals. Fou també desposseït del seu títol de Mestre dels Esports de l'URSS, el qual no va recuperar fins al 1991.
Al torneig Interzonal de 1973, a Leningrad, la seva modesta 8a-10a plaça (+3 -3 =11) l'eliminà de la cursa pel títol mundial.

### Competicions internacionals per equips

#### Participació en olimpíades d'escacs
Curiosament, en Taimànov només va ser seleccionat un sol cop per a representar l'URSS a les Olimpíades d'escacs: fou a l'edició de Moscou 1956, guanyada per l'equip soviètic, i on en Taimànov hi puntuà (+6 =5) i fou medalla de bronze individual.
| Any  | Olimpíada     | Ciutat | Elo propi | Tauler     | Partides | Guanyades | Taules | Perdudes | %     |
| ---- | ------------- | ------ | --------- | ---------- | -------- | --------- | ------ | -------- | ----- |
| 1956 | XII Olimpíada | Moscou | -         | 1r suplent | 11       | 6         | 5      | 0        | 77,3% |

#### Campionat d'Europa per equips
Taimànov va participar, representant l'URSS, en quatre Campionats d'Europa per equips, els quatre primers que es van celebrar, entre els anys 1957 i 1970 (amb un total de 21 punts de 28 partides, un 75%). En aquests campionats, hi va assolir la increïble marca de vuit medalles d'or (totes les possibles): quatre per equips, i quatre d'individuals.
| Any  | Europeu                 | Ciutat     | Elo propi | Tauler | Partides | Guanyades | Taules | Perdudes | %     |
| ---- | ----------------------- | ---------- | --------- | ------ | -------- | --------- | ------ | -------- | ----- |
| 1957 | Ir Europeu per equips   | Viena      | -         | 7è     | 5        | 2         | 3      | 0        | 70,0% |
| 1961 | IIn Europeu per equips  | Oberhausen | -         | 8è     | 9        | 6         | 3      | 0        | 83,3% |
| 1965 | IIIr Europeu per equips | Hamburg    | -         | 7è     | 8        | 3         | 4      | 1        | 62,5% |
| 1970 | IVt Europeu per equips  | Kapfenberg | -         | 6è     | 6        | 4         | 2      | 0        | 83,3% |

#### Matx URSS - Resta del món
Taimànov va participar també al Matx URSS contra la Resta del món, de Belgrad 1970, al setè tauler de l'URSS, on s'enfrontà a l'alemany Wolfgang Uhlmann a qui guanyà per (+2 -1 =1).

## Contribució a la teoria dels escacs
|   | a | b | c | d | e | f | g | h |   |
| 8 | a8 negres torre · c8 negres alfil · d8 negres dama · e8 negres rei · f8 negres alfil · g8 negres cavall · h8 negres torre · b7 negres peó · d7 negres peó · f7 negres peó · g7 negres peó · h7 negres peó · a6 negres peó · c6 negres cavall · e6 negres peó · d4 blanques cavall · e4 blanques peó · c3 blanques cavall · a2 blanques peó · b2 blanques peó · c2 blanques peó · f2 blanques peó · g2 blanques peó · h2 blanques peó · a1 blanques torre · c1 blanques alfil · d1 blanques dama · e1 blanques rei · f1 blanques alfil · h1 blanques torre | a8 negres torre · c8 negres alfil · d8 negres dama · e8 negres rei · f8 negres alfil · g8 negres cavall · h8 negres torre · b7 negres peó · d7 negres peó · f7 negres peó · g7 negres peó · h7 negres peó · a6 negres peó · c6 negres cavall · e6 negres peó · d4 blanques cavall · e4 blanques peó · c3 blanques cavall · a2 blanques peó · b2 blanques peó · c2 blanques peó · f2 blanques peó · g2 blanques peó · h2 blanques peó · a1 blanques torre · c1 blanques alfil · d1 blanques dama · e1 blanques rei · f1 blanques alfil · h1 blanques torre | a8 negres torre · c8 negres alfil · d8 negres dama · e8 negres rei · f8 negres alfil · g8 negres cavall · h8 negres torre · b7 negres peó · d7 negres peó · f7 negres peó · g7 negres peó · h7 negres peó · a6 negres peó · c6 negres cavall · e6 negres peó · d4 blanques cavall · e4 blanques peó · c3 blanques cavall · a2 blanques peó · b2 blanques peó · c2 blanques peó · f2 blanques peó · g2 blanques peó · h2 blanques peó · a1 blanques torre · c1 blanques alfil · d1 blanques dama · e1 blanques rei · f1 blanques alfil · h1 blanques torre | a8 negres torre · c8 negres alfil · d8 negres dama · e8 negres rei · f8 negres alfil · g8 negres cavall · h8 negres torre · b7 negres peó · d7 negres peó · f7 negres peó · g7 negres peó · h7 negres peó · a6 negres peó · c6 negres cavall · e6 negres peó · d4 blanques cavall · e4 blanques peó · c3 blanques cavall · a2 blanques peó · b2 blanques peó · c2 blanques peó · f2 blanques peó · g2 blanques peó · h2 blanques peó · a1 blanques torre · c1 blanques alfil · d1 blanques dama · e1 blanques rei · f1 blanques alfil · h1 blanques torre | a8 negres torre · c8 negres alfil · d8 negres dama · e8 negres rei · f8 negres alfil · g8 negres cavall · h8 negres torre · b7 negres peó · d7 negres peó · f7 negres peó · g7 negres peó · h7 negres peó · a6 negres peó · c6 negres cavall · e6 negres peó · d4 blanques cavall · e4 blanques peó · c3 blanques cavall · a2 blanques peó · b2 blanques peó · c2 blanques peó · f2 blanques peó · g2 blanques peó · h2 blanques peó · a1 blanques torre · c1 blanques alfil · d1 blanques dama · e1 blanques rei · f1 blanques alfil · h1 blanques torre | a8 negres torre · c8 negres alfil · d8 negres dama · e8 negres rei · f8 negres alfil · g8 negres cavall · h8 negres torre · b7 negres peó · d7 negres peó · f7 negres peó · g7 negres peó · h7 negres peó · a6 negres peó · c6 negres cavall · e6 negres peó · d4 blanques cavall · e4 blanques peó · c3 blanques cavall · a2 blanques peó · b2 blanques peó · c2 blanques peó · f2 blanques peó · g2 blanques peó · h2 blanques peó · a1 blanques torre · c1 blanques alfil · d1 blanques dama · e1 blanques rei · f1 blanques alfil · h1 blanques torre | a8 negres torre · c8 negres alfil · d8 negres dama · e8 negres rei · f8 negres alfil · g8 negres cavall · h8 negres torre · b7 negres peó · d7 negres peó · f7 negres peó · g7 negres peó · h7 negres peó · a6 negres peó · c6 negres cavall · e6 negres peó · d4 blanques cavall · e4 blanques peó · c3 blanques cavall · a2 blanques peó · b2 blanques peó · c2 blanques peó · f2 blanques peó · g2 blanques peó · h2 blanques peó · a1 blanques torre · c1 blanques alfil · d1 blanques dama · e1 blanques rei · f1 blanques alfil · h1 blanques torre | a8 negres torre · c8 negres alfil · d8 negres dama · e8 negres rei · f8 negres alfil · g8 negres cavall · h8 negres torre · b7 negres peó · d7 negres peó · f7 negres peó · g7 negres peó · h7 negres peó · a6 negres peó · c6 negres cavall · e6 negres peó · d4 blanques cavall · e4 blanques peó · c3 blanques cavall · a2 blanques peó · b2 blanques peó · c2 blanques peó · f2 blanques peó · g2 blanques peó · h2 blanques peó · a1 blanques torre · c1 blanques alfil · d1 blanques dama · e1 blanques rei · f1 blanques alfil · h1 blanques torre | 8 |
| 7 | a8 negres torre · c8 negres alfil · d8 negres dama · e8 negres rei · f8 negres alfil · g8 negres cavall · h8 negres torre · b7 negres peó · d7 negres peó · f7 negres peó · g7 negres peó · h7 negres peó · a6 negres peó · c6 negres cavall · e6 negres peó · d4 blanques cavall · e4 blanques peó · c3 blanques cavall · a2 blanques peó · b2 blanques peó · c2 blanques peó · f2 blanques peó · g2 blanques peó · h2 blanques peó · a1 blanques torre · c1 blanques alfil · d1 blanques dama · e1 blanques rei · f1 blanques alfil · h1 blanques torre | a8 negres torre · c8 negres alfil · d8 negres dama · e8 negres rei · f8 negres alfil · g8 negres cavall · h8 negres torre · b7 negres peó · d7 negres peó · f7 negres peó · g7 negres peó · h7 negres peó · a6 negres peó · c6 negres cavall · e6 negres peó · d4 blanques cavall · e4 blanques peó · c3 blanques cavall · a2 blanques peó · b2 blanques peó · c2 blanques peó · f2 blanques peó · g2 blanques peó · h2 blanques peó · a1 blanques torre · c1 blanques alfil · d1 blanques dama · e1 blanques rei · f1 blanques alfil · h1 blanques torre | a8 negres torre · c8 negres alfil · d8 negres dama · e8 negres rei · f8 negres alfil · g8 negres cavall · h8 negres torre · b7 negres peó · d7 negres peó · f7 negres peó · g7 negres peó · h7 negres peó · a6 negres peó · c6 negres cavall · e6 negres peó · d4 blanques cavall · e4 blanques peó · c3 blanques cavall · a2 blanques peó · b2 blanques peó · c2 blanques peó · f2 blanques peó · g2 blanques peó · h2 blanques peó · a1 blanques torre · c1 blanques alfil · d1 blanques dama · e1 blanques rei · f1 blanques alfil · h1 blanques torre | a8 negres torre · c8 negres alfil · d8 negres dama · e8 negres rei · f8 negres alfil · g8 negres cavall · h8 negres torre · b7 negres peó · d7 negres peó · f7 negres peó · g7 negres peó · h7 negres peó · a6 negres peó · c6 negres cavall · e6 negres peó · d4 blanques cavall · e4 blanques peó · c3 blanques cavall · a2 blanques peó · b2 blanques peó · c2 blanques peó · f2 blanques peó · g2 blanques peó · h2 blanques peó · a1 blanques torre · c1 blanques alfil · d1 blanques dama · e1 blanques rei · f1 blanques alfil · h1 blanques torre | a8 negres torre · c8 negres alfil · d8 negres dama · e8 negres rei · f8 negres alfil · g8 negres cavall · h8 negres torre · b7 negres peó · d7 negres peó · f7 negres peó · g7 negres peó · h7 negres peó · a6 negres peó · c6 negres cavall · e6 negres peó · d4 blanques cavall · e4 blanques peó · c3 blanques cavall · a2 blanques peó · b2 blanques peó · c2 blanques peó · f2 blanques peó · g2 blanques peó · h2 blanques peó · a1 blanques torre · c1 blanques alfil · d1 blanques dama · e1 blanques rei · f1 blanques alfil · h1 blanques torre | a8 negres torre · c8 negres alfil · d8 negres dama · e8 negres rei · f8 negres alfil · g8 negres cavall · h8 negres torre · b7 negres peó · d7 negres peó · f7 negres peó · g7 negres peó · h7 negres peó · a6 negres peó · c6 negres cavall · e6 negres peó · d4 blanques cavall · e4 blanques peó · c3 blanques cavall · a2 blanques peó · b2 blanques peó · c2 blanques peó · f2 blanques peó · g2 blanques peó · h2 blanques peó · a1 blanques torre · c1 blanques alfil · d1 blanques dama · e1 blanques rei · f1 blanques alfil · h1 blanques torre | a8 negres torre · c8 negres alfil · d8 negres dama · e8 negres rei · f8 negres alfil · g8 negres cavall · h8 negres torre · b7 negres peó · d7 negres peó · f7 negres peó · g7 negres peó · h7 negres peó · a6 negres peó · c6 negres cavall · e6 negres peó · d4 blanques cavall · e4 blanques peó · c3 blanques cavall · a2 blanques peó · b2 blanques peó · c2 blanques peó · f2 blanques peó · g2 blanques peó · h2 blanques peó · a1 blanques torre · c1 blanques alfil · d1 blanques dama · e1 blanques rei · f1 blanques alfil · h1 blanques torre | a8 negres torre · c8 negres alfil · d8 negres dama · e8 negres rei · f8 negres alfil · g8 negres cavall · h8 negres torre · b7 negres peó · d7 negres peó · f7 negres peó · g7 negres peó · h7 negres peó · a6 negres peó · c6 negres cavall · e6 negres peó · d4 blanques cavall · e4 blanques peó · c3 blanques cavall · a2 blanques peó · b2 blanques peó · c2 blanques peó · f2 blanques peó · g2 blanques peó · h2 blanques peó · a1 blanques torre · c1 blanques alfil · d1 blanques dama · e1 blanques rei · f1 blanques alfil · h1 blanques torre | 7 |
| 6 | a8 negres torre · c8 negres alfil · d8 negres dama · e8 negres rei · f8 negres alfil · g8 negres cavall · h8 negres torre · b7 negres peó · d7 negres peó · f7 negres peó · g7 negres peó · h7 negres peó · a6 negres peó · c6 negres cavall · e6 negres peó · d4 blanques cavall · e4 blanques peó · c3 blanques cavall · a2 blanques peó · b2 blanques peó · c2 blanques peó · f2 blanques peó · g2 blanques peó · h2 blanques peó · a1 blanques torre · c1 blanques alfil · d1 blanques dama · e1 blanques rei · f1 blanques alfil · h1 blanques torre | a8 negres torre · c8 negres alfil · d8 negres dama · e8 negres rei · f8 negres alfil · g8 negres cavall · h8 negres torre · b7 negres peó · d7 negres peó · f7 negres peó · g7 negres peó · h7 negres peó · a6 negres peó · c6 negres cavall · e6 negres peó · d4 blanques cavall · e4 blanques peó · c3 blanques cavall · a2 blanques peó · b2 blanques peó · c2 blanques peó · f2 blanques peó · g2 blanques peó · h2 blanques peó · a1 blanques torre · c1 blanques alfil · d1 blanques dama · e1 blanques rei · f1 blanques alfil · h1 blanques torre | a8 negres torre · c8 negres alfil · d8 negres dama · e8 negres rei · f8 negres alfil · g8 negres cavall · h8 negres torre · b7 negres peó · d7 negres peó · f7 negres peó · g7 negres peó · h7 negres peó · a6 negres peó · c6 negres cavall · e6 negres peó · d4 blanques cavall · e4 blanques peó · c3 blanques cavall · a2 blanques peó · b2 blanques peó · c2 blanques peó · f2 blanques peó · g2 blanques peó · h2 blanques peó · a1 blanques torre · c1 blanques alfil · d1 blanques dama · e1 blanques rei · f1 blanques alfil · h1 blanques torre | a8 negres torre · c8 negres alfil · d8 negres dama · e8 negres rei · f8 negres alfil · g8 negres cavall · h8 negres torre · b7 negres peó · d7 negres peó · f7 negres peó · g7 negres peó · h7 negres peó · a6 negres peó · c6 negres cavall · e6 negres peó · d4 blanques cavall · e4 blanques peó · c3 blanques cavall · a2 blanques peó · b2 blanques peó · c2 blanques peó · f2 blanques peó · g2 blanques peó · h2 blanques peó · a1 blanques torre · c1 blanques alfil · d1 blanques dama · e1 blanques rei · f1 blanques alfil · h1 blanques torre | a8 negres torre · c8 negres alfil · d8 negres dama · e8 negres rei · f8 negres alfil · g8 negres cavall · h8 negres torre · b7 negres peó · d7 negres peó · f7 negres peó · g7 negres peó · h7 negres peó · a6 negres peó · c6 negres cavall · e6 negres peó · d4 blanques cavall · e4 blanques peó · c3 blanques cavall · a2 blanques peó · b2 blanques peó · c2 blanques peó · f2 blanques peó · g2 blanques peó · h2 blanques peó · a1 blanques torre · c1 blanques alfil · d1 blanques dama · e1 blanques rei · f1 blanques alfil · h1 blanques torre | a8 negres torre · c8 negres alfil · d8 negres dama · e8 negres rei · f8 negres alfil · g8 negres cavall · h8 negres torre · b7 negres peó · d7 negres peó · f7 negres peó · g7 negres peó · h7 negres peó · a6 negres peó · c6 negres cavall · e6 negres peó · d4 blanques cavall · e4 blanques peó · c3 blanques cavall · a2 blanques peó · b2 blanques peó · c2 blanques peó · f2 blanques peó · g2 blanques peó · h2 blanques peó · a1 blanques torre · c1 blanques alfil · d1 blanques dama · e1 blanques rei · f1 blanques alfil · h1 blanques torre | a8 negres torre · c8 negres alfil · d8 negres dama · e8 negres rei · f8 negres alfil · g8 negres cavall · h8 negres torre · b7 negres peó · d7 negres peó · f7 negres peó · g7 negres peó · h7 negres peó · a6 negres peó · c6 negres cavall · e6 negres peó · d4 blanques cavall · e4 blanques peó · c3 blanques cavall · a2 blanques peó · b2 blanques peó · c2 blanques peó · f2 blanques peó · g2 blanques peó · h2 blanques peó · a1 blanques torre · c1 blanques alfil · d1 blanques dama · e1 blanques rei · f1 blanques alfil · h1 blanques torre | a8 negres torre · c8 negres alfil · d8 negres dama · e8 negres rei · f8 negres alfil · g8 negres cavall · h8 negres torre · b7 negres peó · d7 negres peó · f7 negres peó · g7 negres peó · h7 negres peó · a6 negres peó · c6 negres cavall · e6 negres peó · d4 blanques cavall · e4 blanques peó · c3 blanques cavall · a2 blanques peó · b2 blanques peó · c2 blanques peó · f2 blanques peó · g2 blanques peó · h2 blanques peó · a1 blanques torre · c1 blanques alfil · d1 blanques dama · e1 blanques rei · f1 blanques alfil · h1 blanques torre | 6 |
| 5 | a8 negres torre · c8 negres alfil · d8 negres dama · e8 negres rei · f8 negres alfil · g8 negres cavall · h8 negres torre · b7 negres peó · d7 negres peó · f7 negres peó · g7 negres peó · h7 negres peó · a6 negres peó · c6 negres cavall · e6 negres peó · d4 blanques cavall · e4 blanques peó · c3 blanques cavall · a2 blanques peó · b2 blanques peó · c2 blanques peó · f2 blanques peó · g2 blanques peó · h2 blanques peó · a1 blanques torre · c1 blanques alfil · d1 blanques dama · e1 blanques rei · f1 blanques alfil · h1 blanques torre | a8 negres torre · c8 negres alfil · d8 negres dama · e8 negres rei · f8 negres alfil · g8 negres cavall · h8 negres torre · b7 negres peó · d7 negres peó · f7 negres peó · g7 negres peó · h7 negres peó · a6 negres peó · c6 negres cavall · e6 negres peó · d4 blanques cavall · e4 blanques peó · c3 blanques cavall · a2 blanques peó · b2 blanques peó · c2 blanques peó · f2 blanques peó · g2 blanques peó · h2 blanques peó · a1 blanques torre · c1 blanques alfil · d1 blanques dama · e1 blanques rei · f1 blanques alfil · h1 blanques torre | a8 negres torre · c8 negres alfil · d8 negres dama · e8 negres rei · f8 negres alfil · g8 negres cavall · h8 negres torre · b7 negres peó · d7 negres peó · f7 negres peó · g7 negres peó · h7 negres peó · a6 negres peó · c6 negres cavall · e6 negres peó · d4 blanques cavall · e4 blanques peó · c3 blanques cavall · a2 blanques peó · b2 blanques peó · c2 blanques peó · f2 blanques peó · g2 blanques peó · h2 blanques peó · a1 blanques torre · c1 blanques alfil · d1 blanques dama · e1 blanques rei · f1 blanques alfil · h1 blanques torre | a8 negres torre · c8 negres alfil · d8 negres dama · e8 negres rei · f8 negres alfil · g8 negres cavall · h8 negres torre · b7 negres peó · d7 negres peó · f7 negres peó · g7 negres peó · h7 negres peó · a6 negres peó · c6 negres cavall · e6 negres peó · d4 blanques cavall · e4 blanques peó · c3 blanques cavall · a2 blanques peó · b2 blanques peó · c2 blanques peó · f2 blanques peó · g2 blanques peó · h2 blanques peó · a1 blanques torre · c1 blanques alfil · d1 blanques dama · e1 blanques rei · f1 blanques alfil · h1 blanques torre | a8 negres torre · c8 negres alfil · d8 negres dama · e8 negres rei · f8 negres alfil · g8 negres cavall · h8 negres torre · b7 negres peó · d7 negres peó · f7 negres peó · g7 negres peó · h7 negres peó · a6 negres peó · c6 negres cavall · e6 negres peó · d4 blanques cavall · e4 blanques peó · c3 blanques cavall · a2 blanques peó · b2 blanques peó · c2 blanques peó · f2 blanques peó · g2 blanques peó · h2 blanques peó · a1 blanques torre · c1 blanques alfil · d1 blanques dama · e1 blanques rei · f1 blanques alfil · h1 blanques torre | a8 negres torre · c8 negres alfil · d8 negres dama · e8 negres rei · f8 negres alfil · g8 negres cavall · h8 negres torre · b7 negres peó · d7 negres peó · f7 negres peó · g7 negres peó · h7 negres peó · a6 negres peó · c6 negres cavall · e6 negres peó · d4 blanques cavall · e4 blanques peó · c3 blanques cavall · a2 blanques peó · b2 blanques peó · c2 blanques peó · f2 blanques peó · g2 blanques peó · h2 blanques peó · a1 blanques torre · c1 blanques alfil · d1 blanques dama · e1 blanques rei · f1 blanques alfil · h1 blanques torre | a8 negres torre · c8 negres alfil · d8 negres dama · e8 negres rei · f8 negres alfil · g8 negres cavall · h8 negres torre · b7 negres peó · d7 negres peó · f7 negres peó · g7 negres peó · h7 negres peó · a6 negres peó · c6 negres cavall · e6 negres peó · d4 blanques cavall · e4 blanques peó · c3 blanques cavall · a2 blanques peó · b2 blanques peó · c2 blanques peó · f2 blanques peó · g2 blanques peó · h2 blanques peó · a1 blanques torre · c1 blanques alfil · d1 blanques dama · e1 blanques rei · f1 blanques alfil · h1 blanques torre | a8 negres torre · c8 negres alfil · d8 negres dama · e8 negres rei · f8 negres alfil · g8 negres cavall · h8 negres torre · b7 negres peó · d7 negres peó · f7 negres peó · g7 negres peó · h7 negres peó · a6 negres peó · c6 negres cavall · e6 negres peó · d4 blanques cavall · e4 blanques peó · c3 blanques cavall · a2 blanques peó · b2 blanques peó · c2 blanques peó · f2 blanques peó · g2 blanques peó · h2 blanques peó · a1 blanques torre · c1 blanques alfil · d1 blanques dama · e1 blanques rei · f1 blanques alfil · h1 blanques torre | 5 |
| 4 | a8 negres torre · c8 negres alfil · d8 negres dama · e8 negres rei · f8 negres alfil · g8 negres cavall · h8 negres torre · b7 negres peó · d7 negres peó · f7 negres peó · g7 negres peó · h7 negres peó · a6 negres peó · c6 negres cavall · e6 negres peó · d4 blanques cavall · e4 blanques peó · c3 blanques cavall · a2 blanques peó · b2 blanques peó · c2 blanques peó · f2 blanques peó · g2 blanques peó · h2 blanques peó · a1 blanques torre · c1 blanques alfil · d1 blanques dama · e1 blanques rei · f1 blanques alfil · h1 blanques torre | a8 negres torre · c8 negres alfil · d8 negres dama · e8 negres rei · f8 negres alfil · g8 negres cavall · h8 negres torre · b7 negres peó · d7 negres peó · f7 negres peó · g7 negres peó · h7 negres peó · a6 negres peó · c6 negres cavall · e6 negres peó · d4 blanques cavall · e4 blanques peó · c3 blanques cavall · a2 blanques peó · b2 blanques peó · c2 blanques peó · f2 blanques peó · g2 blanques peó · h2 blanques peó · a1 blanques torre · c1 blanques alfil · d1 blanques dama · e1 blanques rei · f1 blanques alfil · h1 blanques torre | a8 negres torre · c8 negres alfil · d8 negres dama · e8 negres rei · f8 negres alfil · g8 negres cavall · h8 negres torre · b7 negres peó · d7 negres peó · f7 negres peó · g7 negres peó · h7 negres peó · a6 negres peó · c6 negres cavall · e6 negres peó · d4 blanques cavall · e4 blanques peó · c3 blanques cavall · a2 blanques peó · b2 blanques peó · c2 blanques peó · f2 blanques peó · g2 blanques peó · h2 blanques peó · a1 blanques torre · c1 blanques alfil · d1 blanques dama · e1 blanques rei · f1 blanques alfil · h1 blanques torre | a8 negres torre · c8 negres alfil · d8 negres dama · e8 negres rei · f8 negres alfil · g8 negres cavall · h8 negres torre · b7 negres peó · d7 negres peó · f7 negres peó · g7 negres peó · h7 negres peó · a6 negres peó · c6 negres cavall · e6 negres peó · d4 blanques cavall · e4 blanques peó · c3 blanques cavall · a2 blanques peó · b2 blanques peó · c2 blanques peó · f2 blanques peó · g2 blanques peó · h2 blanques peó · a1 blanques torre · c1 blanques alfil · d1 blanques dama · e1 blanques rei · f1 blanques alfil · h1 blanques torre | a8 negres torre · c8 negres alfil · d8 negres dama · e8 negres rei · f8 negres alfil · g8 negres cavall · h8 negres torre · b7 negres peó · d7 negres peó · f7 negres peó · g7 negres peó · h7 negres peó · a6 negres peó · c6 negres cavall · e6 negres peó · d4 blanques cavall · e4 blanques peó · c3 blanques cavall · a2 blanques peó · b2 blanques peó · c2 blanques peó · f2 blanques peó · g2 blanques peó · h2 blanques peó · a1 blanques torre · c1 blanques alfil · d1 blanques dama · e1 blanques rei · f1 blanques alfil · h1 blanques torre | a8 negres torre · c8 negres alfil · d8 negres dama · e8 negres rei · f8 negres alfil · g8 negres cavall · h8 negres torre · b7 negres peó · d7 negres peó · f7 negres peó · g7 negres peó · h7 negres peó · a6 negres peó · c6 negres cavall · e6 negres peó · d4 blanques cavall · e4 blanques peó · c3 blanques cavall · a2 blanques peó · b2 blanques peó · c2 blanques peó · f2 blanques peó · g2 blanques peó · h2 blanques peó · a1 blanques torre · c1 blanques alfil · d1 blanques dama · e1 blanques rei · f1 blanques alfil · h1 blanques torre | a8 negres torre · c8 negres alfil · d8 negres dama · e8 negres rei · f8 negres alfil · g8 negres cavall · h8 negres torre · b7 negres peó · d7 negres peó · f7 negres peó · g7 negres peó · h7 negres peó · a6 negres peó · c6 negres cavall · e6 negres peó · d4 blanques cavall · e4 blanques peó · c3 blanques cavall · a2 blanques peó · b2 blanques peó · c2 blanques peó · f2 blanques peó · g2 blanques peó · h2 blanques peó · a1 blanques torre · c1 blanques alfil · d1 blanques dama · e1 blanques rei · f1 blanques alfil · h1 blanques torre | a8 negres torre · c8 negres alfil · d8 negres dama · e8 negres rei · f8 negres alfil · g8 negres cavall · h8 negres torre · b7 negres peó · d7 negres peó · f7 negres peó · g7 negres peó · h7 negres peó · a6 negres peó · c6 negres cavall · e6 negres peó · d4 blanques cavall · e4 blanques peó · c3 blanques cavall · a2 blanques peó · b2 blanques peó · c2 blanques peó · f2 blanques peó · g2 blanques peó · h2 blanques peó · a1 blanques torre · c1 blanques alfil · d1 blanques dama · e1 blanques rei · f1 blanques alfil · h1 blanques torre | 4 |
| 3 | a8 negres torre · c8 negres alfil · d8 negres dama · e8 negres rei · f8 negres alfil · g8 negres cavall · h8 negres torre · b7 negres peó · d7 negres peó · f7 negres peó · g7 negres peó · h7 negres peó · a6 negres peó · c6 negres cavall · e6 negres peó · d4 blanques cavall · e4 blanques peó · c3 blanques cavall · a2 blanques peó · b2 blanques peó · c2 blanques peó · f2 blanques peó · g2 blanques peó · h2 blanques peó · a1 blanques torre · c1 blanques alfil · d1 blanques dama · e1 blanques rei · f1 blanques alfil · h1 blanques torre | a8 negres torre · c8 negres alfil · d8 negres dama · e8 negres rei · f8 negres alfil · g8 negres cavall · h8 negres torre · b7 negres peó · d7 negres peó · f7 negres peó · g7 negres peó · h7 negres peó · a6 negres peó · c6 negres cavall · e6 negres peó · d4 blanques cavall · e4 blanques peó · c3 blanques cavall · a2 blanques peó · b2 blanques peó · c2 blanques peó · f2 blanques peó · g2 blanques peó · h2 blanques peó · a1 blanques torre · c1 blanques alfil · d1 blanques dama · e1 blanques rei · f1 blanques alfil · h1 blanques torre | a8 negres torre · c8 negres alfil · d8 negres dama · e8 negres rei · f8 negres alfil · g8 negres cavall · h8 negres torre · b7 negres peó · d7 negres peó · f7 negres peó · g7 negres peó · h7 negres peó · a6 negres peó · c6 negres cavall · e6 negres peó · d4 blanques cavall · e4 blanques peó · c3 blanques cavall · a2 blanques peó · b2 blanques peó · c2 blanques peó · f2 blanques peó · g2 blanques peó · h2 blanques peó · a1 blanques torre · c1 blanques alfil · d1 blanques dama · e1 blanques rei · f1 blanques alfil · h1 blanques torre | a8 negres torre · c8 negres alfil · d8 negres dama · e8 negres rei · f8 negres alfil · g8 negres cavall · h8 negres torre · b7 negres peó · d7 negres peó · f7 negres peó · g7 negres peó · h7 negres peó · a6 negres peó · c6 negres cavall · e6 negres peó · d4 blanques cavall · e4 blanques peó · c3 blanques cavall · a2 blanques peó · b2 blanques peó · c2 blanques peó · f2 blanques peó · g2 blanques peó · h2 blanques peó · a1 blanques torre · c1 blanques alfil · d1 blanques dama · e1 blanques rei · f1 blanques alfil · h1 blanques torre | a8 negres torre · c8 negres alfil · d8 negres dama · e8 negres rei · f8 negres alfil · g8 negres cavall · h8 negres torre · b7 negres peó · d7 negres peó · f7 negres peó · g7 negres peó · h7 negres peó · a6 negres peó · c6 negres cavall · e6 negres peó · d4 blanques cavall · e4 blanques peó · c3 blanques cavall · a2 blanques peó · b2 blanques peó · c2 blanques peó · f2 blanques peó · g2 blanques peó · h2 blanques peó · a1 blanques torre · c1 blanques alfil · d1 blanques dama · e1 blanques rei · f1 blanques alfil · h1 blanques torre | a8 negres torre · c8 negres alfil · d8 negres dama · e8 negres rei · f8 negres alfil · g8 negres cavall · h8 negres torre · b7 negres peó · d7 negres peó · f7 negres peó · g7 negres peó · h7 negres peó · a6 negres peó · c6 negres cavall · e6 negres peó · d4 blanques cavall · e4 blanques peó · c3 blanques cavall · a2 blanques peó · b2 blanques peó · c2 blanques peó · f2 blanques peó · g2 blanques peó · h2 blanques peó · a1 blanques torre · c1 blanques alfil · d1 blanques dama · e1 blanques rei · f1 blanques alfil · h1 blanques torre | a8 negres torre · c8 negres alfil · d8 negres dama · e8 negres rei · f8 negres alfil · g8 negres cavall · h8 negres torre · b7 negres peó · d7 negres peó · f7 negres peó · g7 negres peó · h7 negres peó · a6 negres peó · c6 negres cavall · e6 negres peó · d4 blanques cavall · e4 blanques peó · c3 blanques cavall · a2 blanques peó · b2 blanques peó · c2 blanques peó · f2 blanques peó · g2 blanques peó · h2 blanques peó · a1 blanques torre · c1 blanques alfil · d1 blanques dama · e1 blanques rei · f1 blanques alfil · h1 blanques torre | a8 negres torre · c8 negres alfil · d8 negres dama · e8 negres rei · f8 negres alfil · g8 negres cavall · h8 negres torre · b7 negres peó · d7 negres peó · f7 negres peó · g7 negres peó · h7 negres peó · a6 negres peó · c6 negres cavall · e6 negres peó · d4 blanques cavall · e4 blanques peó · c3 blanques cavall · a2 blanques peó · b2 blanques peó · c2 blanques peó · f2 blanques peó · g2 blanques peó · h2 blanques peó · a1 blanques torre · c1 blanques alfil · d1 blanques dama · e1 blanques rei · f1 blanques alfil · h1 blanques torre | 3 |
| 2 | a8 negres torre · c8 negres alfil · d8 negres dama · e8 negres rei · f8 negres alfil · g8 negres cavall · h8 negres torre · b7 negres peó · d7 negres peó · f7 negres peó · g7 negres peó · h7 negres peó · a6 negres peó · c6 negres cavall · e6 negres peó · d4 blanques cavall · e4 blanques peó · c3 blanques cavall · a2 blanques peó · b2 blanques peó · c2 blanques peó · f2 blanques peó · g2 blanques peó · h2 blanques peó · a1 blanques torre · c1 blanques alfil · d1 blanques dama · e1 blanques rei · f1 blanques alfil · h1 blanques torre | a8 negres torre · c8 negres alfil · d8 negres dama · e8 negres rei · f8 negres alfil · g8 negres cavall · h8 negres torre · b7 negres peó · d7 negres peó · f7 negres peó · g7 negres peó · h7 negres peó · a6 negres peó · c6 negres cavall · e6 negres peó · d4 blanques cavall · e4 blanques peó · c3 blanques cavall · a2 blanques peó · b2 blanques peó · c2 blanques peó · f2 blanques peó · g2 blanques peó · h2 blanques peó · a1 blanques torre · c1 blanques alfil · d1 blanques dama · e1 blanques rei · f1 blanques alfil · h1 blanques torre | a8 negres torre · c8 negres alfil · d8 negres dama · e8 negres rei · f8 negres alfil · g8 negres cavall · h8 negres torre · b7 negres peó · d7 negres peó · f7 negres peó · g7 negres peó · h7 negres peó · a6 negres peó · c6 negres cavall · e6 negres peó · d4 blanques cavall · e4 blanques peó · c3 blanques cavall · a2 blanques peó · b2 blanques peó · c2 blanques peó · f2 blanques peó · g2 blanques peó · h2 blanques peó · a1 blanques torre · c1 blanques alfil · d1 blanques dama · e1 blanques rei · f1 blanques alfil · h1 blanques torre | a8 negres torre · c8 negres alfil · d8 negres dama · e8 negres rei · f8 negres alfil · g8 negres cavall · h8 negres torre · b7 negres peó · d7 negres peó · f7 negres peó · g7 negres peó · h7 negres peó · a6 negres peó · c6 negres cavall · e6 negres peó · d4 blanques cavall · e4 blanques peó · c3 blanques cavall · a2 blanques peó · b2 blanques peó · c2 blanques peó · f2 blanques peó · g2 blanques peó · h2 blanques peó · a1 blanques torre · c1 blanques alfil · d1 blanques dama · e1 blanques rei · f1 blanques alfil · h1 blanques torre | a8 negres torre · c8 negres alfil · d8 negres dama · e8 negres rei · f8 negres alfil · g8 negres cavall · h8 negres torre · b7 negres peó · d7 negres peó · f7 negres peó · g7 negres peó · h7 negres peó · a6 negres peó · c6 negres cavall · e6 negres peó · d4 blanques cavall · e4 blanques peó · c3 blanques cavall · a2 blanques peó · b2 blanques peó · c2 blanques peó · f2 blanques peó · g2 blanques peó · h2 blanques peó · a1 blanques torre · c1 blanques alfil · d1 blanques dama · e1 blanques rei · f1 blanques alfil · h1 blanques torre | a8 negres torre · c8 negres alfil · d8 negres dama · e8 negres rei · f8 negres alfil · g8 negres cavall · h8 negres torre · b7 negres peó · d7 negres peó · f7 negres peó · g7 negres peó · h7 negres peó · a6 negres peó · c6 negres cavall · e6 negres peó · d4 blanques cavall · e4 blanques peó · c3 blanques cavall · a2 blanques peó · b2 blanques peó · c2 blanques peó · f2 blanques peó · g2 blanques peó · h2 blanques peó · a1 blanques torre · c1 blanques alfil · d1 blanques dama · e1 blanques rei · f1 blanques alfil · h1 blanques torre | a8 negres torre · c8 negres alfil · d8 negres dama · e8 negres rei · f8 negres alfil · g8 negres cavall · h8 negres torre · b7 negres peó · d7 negres peó · f7 negres peó · g7 negres peó · h7 negres peó · a6 negres peó · c6 negres cavall · e6 negres peó · d4 blanques cavall · e4 blanques peó · c3 blanques cavall · a2 blanques peó · b2 blanques peó · c2 blanques peó · f2 blanques peó · g2 blanques peó · h2 blanques peó · a1 blanques torre · c1 blanques alfil · d1 blanques dama · e1 blanques rei · f1 blanques alfil · h1 blanques torre | a8 negres torre · c8 negres alfil · d8 negres dama · e8 negres rei · f8 negres alfil · g8 negres cavall · h8 negres torre · b7 negres peó · d7 negres peó · f7 negres peó · g7 negres peó · h7 negres peó · a6 negres peó · c6 negres cavall · e6 negres peó · d4 blanques cavall · e4 blanques peó · c3 blanques cavall · a2 blanques peó · b2 blanques peó · c2 blanques peó · f2 blanques peó · g2 blanques peó · h2 blanques peó · a1 blanques torre · c1 blanques alfil · d1 blanques dama · e1 blanques rei · f1 blanques alfil · h1 blanques torre | 2 |
| 1 | a8 negres torre · c8 negres alfil · d8 negres dama · e8 negres rei · f8 negres alfil · g8 negres cavall · h8 negres torre · b7 negres peó · d7 negres peó · f7 negres peó · g7 negres peó · h7 negres peó · a6 negres peó · c6 negres cavall · e6 negres peó · d4 blanques cavall · e4 blanques peó · c3 blanques cavall · a2 blanques peó · b2 blanques peó · c2 blanques peó · f2 blanques peó · g2 blanques peó · h2 blanques peó · a1 blanques torre · c1 blanques alfil · d1 blanques dama · e1 blanques rei · f1 blanques alfil · h1 blanques torre | a8 negres torre · c8 negres alfil · d8 negres dama · e8 negres rei · f8 negres alfil · g8 negres cavall · h8 negres torre · b7 negres peó · d7 negres peó · f7 negres peó · g7 negres peó · h7 negres peó · a6 negres peó · c6 negres cavall · e6 negres peó · d4 blanques cavall · e4 blanques peó · c3 blanques cavall · a2 blanques peó · b2 blanques peó · c2 blanques peó · f2 blanques peó · g2 blanques peó · h2 blanques peó · a1 blanques torre · c1 blanques alfil · d1 blanques dama · e1 blanques rei · f1 blanques alfil · h1 blanques torre | a8 negres torre · c8 negres alfil · d8 negres dama · e8 negres rei · f8 negres alfil · g8 negres cavall · h8 negres torre · b7 negres peó · d7 negres peó · f7 negres peó · g7 negres peó · h7 negres peó · a6 negres peó · c6 negres cavall · e6 negres peó · d4 blanques cavall · e4 blanques peó · c3 blanques cavall · a2 blanques peó · b2 blanques peó · c2 blanques peó · f2 blanques peó · g2 blanques peó · h2 blanques peó · a1 blanques torre · c1 blanques alfil · d1 blanques dama · e1 blanques rei · f1 blanques alfil · h1 blanques torre | a8 negres torre · c8 negres alfil · d8 negres dama · e8 negres rei · f8 negres alfil · g8 negres cavall · h8 negres torre · b7 negres peó · d7 negres peó · f7 negres peó · g7 negres peó · h7 negres peó · a6 negres peó · c6 negres cavall · e6 negres peó · d4 blanques cavall · e4 blanques peó · c3 blanques cavall · a2 blanques peó · b2 blanques peó · c2 blanques peó · f2 blanques peó · g2 blanques peó · h2 blanques peó · a1 blanques torre · c1 blanques alfil · d1 blanques dama · e1 blanques rei · f1 blanques alfil · h1 blanques torre | a8 negres torre · c8 negres alfil · d8 negres dama · e8 negres rei · f8 negres alfil · g8 negres cavall · h8 negres torre · b7 negres peó · d7 negres peó · f7 negres peó · g7 negres peó · h7 negres peó · a6 negres peó · c6 negres cavall · e6 negres peó · d4 blanques cavall · e4 blanques peó · c3 blanques cavall · a2 blanques peó · b2 blanques peó · c2 blanques peó · f2 blanques peó · g2 blanques peó · h2 blanques peó · a1 blanques torre · c1 blanques alfil · d1 blanques dama · e1 blanques rei · f1 blanques alfil · h1 blanques torre | a8 negres torre · c8 negres alfil · d8 negres dama · e8 negres rei · f8 negres alfil · g8 negres cavall · h8 negres torre · b7 negres peó · d7 negres peó · f7 negres peó · g7 negres peó · h7 negres peó · a6 negres peó · c6 negres cavall · e6 negres peó · d4 blanques cavall · e4 blanques peó · c3 blanques cavall · a2 blanques peó · b2 blanques peó · c2 blanques peó · f2 blanques peó · g2 blanques peó · h2 blanques peó · a1 blanques torre · c1 blanques alfil · d1 blanques dama · e1 blanques rei · f1 blanques alfil · h1 blanques torre | a8 negres torre · c8 negres alfil · d8 negres dama · e8 negres rei · f8 negres alfil · g8 negres cavall · h8 negres torre · b7 negres peó · d7 negres peó · f7 negres peó · g7 negres peó · h7 negres peó · a6 negres peó · c6 negres cavall · e6 negres peó · d4 blanques cavall · e4 blanques peó · c3 blanques cavall · a2 blanques peó · b2 blanques peó · c2 blanques peó · f2 blanques peó · g2 blanques peó · h2 blanques peó · a1 blanques torre · c1 blanques alfil · d1 blanques dama · e1 blanques rei · f1 blanques alfil · h1 blanques torre | a8 negres torre · c8 negres alfil · d8 negres dama · e8 negres rei · f8 negres alfil · g8 negres cavall · h8 negres torre · b7 negres peó · d7 negres peó · f7 negres peó · g7 negres peó · h7 negres peó · a6 negres peó · c6 negres cavall · e6 negres peó · d4 blanques cavall · e4 blanques peó · c3 blanques cavall · a2 blanques peó · b2 blanques peó · c2 blanques peó · f2 blanques peó · g2 blanques peó · h2 blanques peó · a1 blanques torre · c1 blanques alfil · d1 blanques dama · e1 blanques rei · f1 blanques alfil · h1 blanques torre | 1 |
|   | a | b | c | d | e | f | g | h |   |

Hi ha diverses variants d'obertura que duen el seu nom, dins la defensa Benoni, o l'Índia de rei. Això no obstant, la seva principal contribució fou la Variant Taimànov de la defensa siciliana (B46): (1.e4 c5 2.Cf3 e6 3.d4 cxd4 4.Cxd4 Cc6 5.Cc3 a6).
Existeix una variant Taimànov en quatre diferents obertures d'escacs, en tots els casos anomenada així en honor de Mark Taimànov:
- A la defensa siciliana, 1.e4 c5 2.Cf3 e6 3.d4 cxd4 4.Cxd4 Cc6
- A la defensa Nimzoíndia, 1.d4 Cf6 2.c4 e6 3.Cc3 Ab4 4.e3 Cc6
- A la defensa Benoni, 1.d4 Cf6 2.c4 c5 3.d5 e6 4.Cc3 exd5 5.cxd5 d6 6.e4 g6 7.f4 Ag7 8.Ab5+, els moviments 7.f4 i 8.Ab5+ defineixen la variant
- A la defensa Grünfeld 1.d4 Cf6 2.c4 g6 3.Cc3 d5 4.Ag5

## Partides destacades
Mark Taimànov - Tigran Petrossian, Torneig de Candidats, Zuric, 1953.
1.d4 Cf6 2.c4 e6 3.Cc3 Ab4 4.e3 c5 5.Ad3 0-0 6.Cf3 d5 7.0-0 Cc6 8.a3 Axc3 9.bxc3 b6 10.cxd5 exd5 11.Ce5 Dc7 12.Cxc6 Dxc6 13.f3 Ae6 14.De1 Cd7 15.e4 c4 16.Ac2 f5 17.e5 Tf7 18.a4 a5 19.f4 b5 20.axb5 Dxb5 21.Aa3 Cb6 22.Dh4 De8 23.Tf3 Cc8 24.Aa4 Td7 25.Tb1 Dd8 26.Axd7 Dxd7 27.Tg3 Ca7 28.Ae7 Af7 29.Dg5 Ag6 30.h4 Cc6 31.Aa3 Cd8 32.h5 Ce6 33.Dh4 Af7 34.h6 g6 35.Df6 Dd8 36.Ae7 Dc7 37.Txg6+ hxg6 38.h7+ Rxh7 39.Df7+ Cf7 40.Rf2 1-0
Anatoli Kàrpov - Mark Taimànov, Leningrad, 1977
1.e4 c5 2.Cf3 Cc6 3.d4 cxd4 4.Cxd4 a6 5.c4 e5 6.Cb3 Cf6 7.Cc3 Ab4 8.f3 0-0 9.Ae3 d6 10.Tc1 b6 11.Ad3 Ac5 12.Dd2 Ae6 13.Cxc5 bxc5 14.0-0 Cd4 15.Cd5 Cd7 16.f4 Tb8 17.f5 Axd5 18.cxd5 Db6 19.Tf2 f6 20.Tc4 a5 21.Ta4 Ta8 22.De1 Ta7 23.b3 Tfa8 24.Tb2 Dc7 25.Ad2 Cb6 26.Txa5 c4 27.Af1 Txa5 28.Axa5 Dc5 29.Axb6 Dxb6 30.Rh1 cxb3 31.axb3 g6 32.fxg6 hxg6 33.b4 Rg7 34.b5 f5 35.exf5 Cxf5 36.Tb3 Dd4 37.b6 Ta1 38.Tb1 Cg3+ 39.hxg3 Ta8 0-1

## Obres
- Cafferty, Bernard; Taimànov, Mark. The Soviet Championships.  Cadogan Books, 1998. ISBN 1-85744-201-6.
- Taimànov, Mark. Taimanov's Selected Games.  Cadogan Books, 1996. ISBN 1857441559.

## Carrera com a músic
En paral·lel a la seva carrera com a jugador d'escacs, en Taimànov va tenir també una brillant carrera com a pianista. És possible que aquesta segona activitat hagi limitat la seva actuació en l'àmbit dels escacs.
Tot i que era originari d'Ucraïna, va passar la seva adolescència a Leningrad, on la música, la seva segona passió el va portar al Conservatori. Allà hi va conèixer la seva futura dona, Liubov Bruk, amb la qual va tocar ja des de ben jove obres per a dos pianos. Durant la II Guerra Mundial, davant l'amenaça de la invasió alemanya, el Conservatori de Leningrad va ser evacuat a Taixkent, on els Taimànov van passar la guerra. En els anys 1950 i 1960, el duo que va formar amb la seva dona va donar nombrosos concerts dins el bloc soviètic.
Els seus problemes amb les autoritats després del matx perdut contra Bobby Fischer van conduir a la seva separació de Liubov causant així el final del duo, moment a partir del qual En Taimànov continuà fent concerts com a solista. El 1998, Philips va editar gravacions del duo Brouk - Taimanov a la sèrie "Grans Pianistes del segle XX".